# グスタフ・フェヒナー
グスタフ・テオドール・フェヒナー（Gustav Theodor Fechner、1801年4月19日 - 1887年11月18日）は、ドイツの物理学者、哲学者、心理学者。
実験心理学、生理心理学の先駆者、精神物理学の創始者であり、多くの20世紀の科学者・哲学者に影響を与えた。また、心理的感覚と刺激の物理的強度との間に {\displaystyle S=K\ln I} の非線形関係があることを実証し、これは今日ヴェーバー‐フェヒナーの法則として知られている。

## 人物
ニーダーラウジッツのムスカウ付近のGroß Särchen（現 ポーランド領Żarki Wielkie）で牧師の子として生まれた。宗教家の父親に育てられたにもかかわらず、フェフナーは後に無神論者になった。Sorau（現・ポーランド領ジャリ）で最初の教育を受けた。
1817年、ドレスデンのカール・グスタフ・カルス医学アカデミーで医学を学び、1818年からライプツィヒ大学に移り、以降、残りの人生を同学で過ごした。1835年にライプツィヒ大学でPh.Dを取得した。
1834年に物理学の教授に任命された。しかし、1839年に、眼の障害に罹り、色と視覚の現象の研究に支障が出たことから辞職した。その後回復し、心と身体の関係の研究に転向した。ベッドに横たわっている時に、彼は精神的感覚と物質的感覚との関係についての洞察を得た。この洞察は、精神世界と物理世界の間に量的関係が存在するということであり、心理学の発展において重要なものであった。
エルンスト・ヴェーバーの研究を発展させ、刺激に関する感覚の定式をヴェーバー‐フェヒナーの法則として定式化した。精神物理学という学問を創始し、実験心理学の成立に大きな影響を与えた。
風変わりな人物であり、太陽を見た後の残像を研究するために太陽を肉眼で観察して失明状態になりかけたこともあった。
フェヒナーの哲学思想は、精神と物質はひとつであり宇宙は一つの面から見れば意識、一つの面から見れば物質であるというものである。彼は宇宙を意識的存在と見ることを「昼の見方」、無生物として見ることを「夜の見方」と呼び、夜の見方の眠りに落ちた人々を昼の見方に目覚めさせることを目指した。彼の哲学の反響は小さかったが、その哲学に基づいて構想された、身体と精神（物的エネルギーと心的強度）の関係を研究する精神物理学は大きな反響を呼んだ。

## 著書
- 『フェヒナー博士の死後の世界は実在します』グスタフ・フェヒナー 著、服部 千佳子 翻訳、
出版社: 成甲書房、2008年9月2日、ISBN 978-4880862347

死後の世界は存在するのか?もし存在するなら、どのような世界なのか?フェヒナーは170年前にこの大問題を考察し、その答えをこの小さな本にまとめた。彼は驚くべき明快さと確かな根拠をもって、「死は生命の一つの過程であり、死は形を変えた誕生、すなわち、物質界への誕生ではなく、霊界への誕生だ」と説いた。本書は非宗教的かつ経験主義的な立場から死後の世界を考察、古典として現在も読みつがれている超ロングセラーである。 